# Petrimagnia
Petrimagnia is een geslacht van kevers uit de familie van de loopkevers (Carabidae). De wetenschappelijke naam van het geslacht is voor het eerst geldig gepubliceerd in 1971 door Kryzhanovskij & Mikhailov.

## Soorten
Het geslacht Petrimagnia is monotypisch en omvat slechts de volgende soort:
- Petrimagnia horricoma Kryzhanovskij & Mikhailov, 1971